# ليفي لوميكا
ليفي لوميكا (مواليد 5 سبتمبر 1998) هو لاعب كرة قدم إنجليزي يلعب في مركز الجناح في نادي تروا.